# Пономаренко, Вера Ивановна
Вера Ивановна Пономаренко (род. 1 августа 1954, Медвёдовская) — советская и российская артистка-вокалистка, профессор, генеральный директор и художественный руководитель Краснодарской филармонии, народная артистка России (1999), герой труда Кубани.

## Биография
Родилась 1 августа 1954 года в станице Медвёдовской Тимашёвского района Краснодарского края в семье потомственных казаков. Завершив обучение в школе в 1972 году стала выступать в Краснодарской краевой филармонии в Кубанском государственном казачьем хоре, а затем перешла работать солисткой-вокалисткой в Краснодарскую филармонию имени Г. Ф. Пономаренко.
В 1989 году завершила обучение, окончив Краснодарский государственный институт культуры. Позже поступила и успешно окончила в 1992 году Российскую академию музыки имени Гнесиных, получила специальность — солист народного пения.
В июне 1993 года Вероника Журавлёва-Пономаренко стала автором и организатором Государственного концертного ансамбля «Ивушка», где сама стала работать солисткой и художественным руководителем.
В 1995 году было принято решение назначить Веру Пономаренко на должность руководителя Краснодарского филиала Международной академии культуры России.
В 2000 году Вера Ивановна стала членом Академии гуманитарных наук России. Звание профессора Краснодарского государственного института культуры и искусств ей также было присуждено в этом году.
С 2005 года Пономарёва работает генеральным директором и художественным руководителем Государственного концертного бюджетного учреждения культуры Краснодарского края «Краснодарская филармония имени Г. Ф. Пономаренко».
Вероника Журавлёва-Пономаренко активно занимается общественной деятельностью. Является заместителем председателя Общественной палаты Краснодарского края.
В 2024 году была доверенным лицом кандидата в президенты России Владимира Путина.

## Семья
Супруг — Григорий Фёдорович Пономаренко, народный артист СССР, баянист, композитор.

## Награды
- Орден Дружбы (5 ноября 2004 года) — за многолетнюю плодотворную деятельность в области культуры и искусства[10].
- Медаль «За труды в культуре и искусстве» (11 апреля 2024 года) — за большой вклад в развитие отечественной культуры и искусства, многолетнюю плодотворную деятельность[11].
- Медаль «Ветеран труда».
- Народная артистка России (8 января 1999 года) — за большие заслуги в области искусстве[12].
- Заслуженная артистка РСФСР (1990).
- Герой Труда Кубани.
- Благодарность Президента Российской Федерации (27 мая 2010 года) — за заслуги в области культуры и информации, многолетнюю плодотворную деятельность[13].
- Почетный гражданин города Краснодара.
- нагрудный знак «За достойный вклад в продвижении Кубани».
- золотая медаль Фонда «Защиты мира».